# Dagmar Pöpping
Dagmar Pöpping (* 1964 in Gelsenkirchen-Buer) ist eine deutsche Historikerin.

## Leben
Pöpping studierte Philosophie, Geschichte und Komparatistik an der Ruhr-Universität Bochum. 2000 wurde sie in Bochum bei Hans Mommsen zur Dr. phil. promoviert. Seit 2012 ist sie wissenschaftliche Mitarbeiterin bei der Forschungsstelle für Kirchliche Zeitgeschichte in München.
Ihre Forschungsschwerpunkte liegen in der sozialen Ideengeschichte in Deutschland und Europa des 20. Jahrhunderts, der Militär- und Kirchengeschichte in der Zeit des Nationalsozialismus und der politischen Geschichte nach 1945.

## Studie über Kriegspfarrer im Zweiten Weltkrieg
Auf große Resonanz stieß insbesondere Pöppings Studie über deutsche Kriegspfarrer im Zweiten Weltkrieg. In der Welt resümierte Sven Felix Kellerhoff: „Zahlreiche Geistliche dienten 1941 bis 1945 an der Ostfront. Eine neue Studie zeigt: Sie wussten viel über die Verbrechen, taten aber wenig dagegen – und wenn, hatten sie oft keinen Erfolg.“ Heribert Prantl notierte in einer Leseempfehlung: „Dagmar Pöpping ... hat in ihrem exzellenten und fesselnden Buch ‚Passion und Vernichtung. Kriegspfarrer an der Ostfront 1941–1945‘ die Teilnahme von evangelischen und katholischen Pfarrern am deutschen Rasse- und Vernichtungskrieg gegen die Sowjetunion untersucht. Die Kirchen waren in einer Position der Schwäche. Die Kirchenaustritte erreichten einen Höhepunkt. Theologische Fakultäten waren geschlossen worden; die Zahl der Theologiestudenten brach ein. Und der NS-Staat traktierte sie mit antichristlichen Aktionen. Als jedoch der Krieg begann, standen die beiden Konfessionen loyal hinter Vaterland und Wehrmacht. Im Krieg, so war die Illusion mancher, die sich zum Lehrgang als Kriegspfarrer meldeten, könne man unter dem Eindruck von Sterben und Tod die kirchenfernen jungen Männer für die Kirche wiedergewinnen.“ Arno Widmann schrieb im Perlentaucher: „Es ist ein sehr lehrreiches Buch. Nicht nur, was die Aufklärung über die Arbeit der evangelischen und der katholischen Wehrmachtseelsorge dieser Jahre angeht, sondern der Leser erfährt auch viel darüber, wie wir Menschen – womöglich auch er selbst – funktionieren. Das Geschick, mit dem Pfarrer beider Konfessionen die Heilsbotschaft so lange zurechtbogen, bis sie genau auf diesen Vernichtungskrieg passte, wird selten so deutlich wie hier.“ Und Bernward Dörner urteilte in der Zeitschrift für Geschichtswissenschaft, dass „dieses souveräne, prägnant formulierte Werk ein Muss für die historische Erforschung der NS-Zeit ist. Jeder, der sich mit der Rolle der Kirchen in der NS-Gesellschaft auseinandersetzt, wird Pöppings kluges und kompaktes Buch konsultieren müssen.“

## Schriften (Auswahl)
Monographien
- Passion und Vernichtung. Kriegspfarrer an der Ostfront 1941–1945. Vandenhoeck & Ruprecht, Göttingen 2019, ISBN 978-3-525-54145-6.
- Kriegspfarrer an der Ostfront. Evangelische und katholische Wehrmachtseelsorge im Vernichtungskrieg 1941–1945 (= Arbeiten zur Kirchlichen Zeitgeschichte. Reihe B, Bd. 66). Vandenhoeck & Ruprecht, Göttingen 2016, ISBN 978-3-525-55788-4.[6]
- Normen und Aufbrüche. Helmut und Erika Reihlen – Lebensgeschichten aus der 45er Generation. Beuth, Berlin 2010, ISBN 978-3-410-21119-8.
- Abendland. Christliche Akademiker und die Utopie der Antimoderne 1900–1945. Metropol, Berlin 2002, ISBN 978-3-932482-71-7.

Editionen
- Nachrichten aus der Politik. Die Lageberichte Hermann Kunsts für den Rat der Evangelischen Kirche in Deutschland 1951-1977. Analyse und Edition. (= Arbeiten zur Kirchlichen Zeitgeschichte. Reihe A, Bd. 22). Vandenhoeck & Ruprecht, Göttingen 2023, ISBN 978-3-525-50027-9.
- Mit Peter Beier: Die Protokolle des Rates der Evangelischen Kirche in Deutschland. Bd. 7: 1953 (= Arbeiten zur Kirchlichen Zeitgeschichte. Reihe A, Bd. 16). Vandenhoeck & Ruprecht, Göttingen 2009, ISBN 978-3-525-55767-9.
- Mit Anke Silomon unter Mitarbeit von Karl-Heinz Fix: Die Protokolle des Rates der Evangelischen Kirche in Deutschland. Bd. 6: 1952 (= Arbeiten zur Kirchlichen Zeitgeschichte. Reihe A, Bd. 11). Vandenhoeck & Ruprecht, Göttingen 2008, ISBN 978-3-525-55764-8.
- Die Protokolle des Rates der Evangelischen Kirche in Deutschland. Bd. 5: 1951 (= Arbeiten zur Kirchlichen Zeitgeschichte. Reihe A, Bd. 8). Vandenhoeck & Ruprecht, Göttingen 2005, ISBN 978-3-525-55758-7.

Herausgeberschaften
- mit Andreas Gestrich und Siegfried Hermle: Evangelisch und deutsch? Auslandsgemeinden im 20. Jahrhundert zwischen Nationalprotestantismus, Volkstumspolitik und Ökumene. Vandenhoeck & Ruprecht, Göttingen 2020, ISBN 978-3-525-56492-9.
- Mit Siegfried Hermle: Zwischen Verklärung und Verurteilung. Phasen der Rezeption des evangelischen Widerstandes nach 1945. Vandenhoeck & Ruprecht, Göttingen 2017, ISBN 978-3-647-55790-8.